# Бета (канонерская лодка)
β, до 1881 года Микали ΙΙ (греч. Μυκάλη ΙΙ) — греческая канонерская лодка типа «α», принявших участие в греко-турецкой войне 1897 года и Балканских войнах. Несмотря на их малые размеры, деятельность этих канонерок создала существенные предпосылки для победы греческой армии в Эпире в 1912 году и отмечена греческими историографами.
Серия была построена на верфи SEYNE Франция в период 1880—1881 годов. У этих маленьких канонерок, с осадкой в 1,5 м, было одно единственное предназначение: операции в мелководном и пограничном тогда Амбракийском заливе в вынашивающихся Греческом королевством планах по освобождению Эпира от турок.
Первоначально корабль получил имя «Микали». Был переименован в канонерку «β» в 1881 году, когда были заказаны канонерки Актион и Амвракиа.

## Балканские войны
Канонерка приняла участие в непродолжительной греко-турецкой войне 1897 года, под командованием капитана А. Андреадиса, но славу свою, уже 31-летняя, канонерка снискала в Первой Балканской войне.
С началом войны на Западном фронте Греция располагала Эпирской «армией» в действительности одной дивизией. В Ионическом море Греция располагала флотом аналогичного размера и качества. Это было сборище всевозможных парусно-паровых вооружённых плавсредств почтенного возраста. Присутствие в составе флотилии 4 также старых канонерок типа «α», но специально построенных для операций в Амбракийском заливе, удивляет греческих историков, привыкших к отсутствию у греческого государства долгосрочного планирования. Канонерки положили начало военным действиям в Эпире.
В ночь с 4 (17) октября на 5 (18) октября 1912 года, канонерки «α» и «β», под командованием капитанов Н. Матикаса и К. Бубулиса, рискуя быть немедленно расстрелянными артиллерией крепости Превеза, прошли под носом у турок узким проливом (всего лишь в 1/2 мили) в Амбракийский залив. С этого момента залив оказался под греческим контролем и канонерки начали оказывать существенную помощь армии.
5 (18) октября 1912 года греческая армия, имея численное превосходство против турецких сил 4:1, начала поход в Македонию. Всё внимание было приковано к македонскому фронту, когда из Эпира стали приходить странные новости — эпирская «армия» начала наступление против противника, имевшего здесь четырёхкратное превосходство.
12 (25) октября 1912 года была освобождена Филиппиада, 21 октября (3 ноября) был освобождён город Превеза. При этом турецкий «миноносец Анталья», находившийся в заливе, но не принявший бой и укрывшийся от двух греческих канонерок под защиту береговых батарей в Никополь в 6 км от Превезы, был потоплен экипажем, чтобы не попасть в греческие руки.

## Последующие годы
По завершении операции, для которой канонерка и была построена, она была продана Сербии где получила имя Serbija (qv)